# 木山捷平文学賞
木山捷平文学賞（きやましょうへいぶんがくしょう）は、小説家、詩人の木山捷平を記念して1996年4月に設置された、笠岡市主催の純文学を対象とする文学賞である。開始時の規定により、2005年の第9回で終了した。2006年には公募新人賞の木山捷平短編小説賞が設置されている。毎年2月に受賞作を発表し、3月に授賞式を行った。賞金は100万円。略称は「木山捷平賞」、「木山賞」。

## 受賞作
- 第1回（1997年） - 佐伯一麦 『遠き山に日は落ちて』
- 第2回（1998年） - 岡松和夫 『峠の棲家』
- 第3回（1999年） - 柳美里 『ゴールドラッシュ』
- 第4回（2000年） - 目取真俊 『魂込め』（第26回川端康成文学賞も受賞）
- 第5回（2001年） - 佐藤洋二郎 『イギリス山』
- 第6回（2002年） - 平出隆 『猫の客』
- 第7回（2003年） - 小檜山博 『光る大雪』
- 第8回（2004年） - 堀江敏幸 『雪沼とその周辺』（第40回谷崎潤一郎賞も受賞）
- 第9回（2005年） - 松浦寿輝 『あやめ　鰈　ひかがみ』

## 選考委員
- 第1回から第9回 - 川村湊、秋山駿、三浦哲郎